# Méneslies
Méneslies (picardisch: Él Meillie) ist eine nordfranzösische Gemeinde mit 303 Einwohnern (Stand 1. Januar 2022) im Département Somme in der Region Hauts-de-France. Die Gemeinde liegt im Arrondissement Abbeville und ist Teil der Communauté de communes du Vimeu und des Kantons Friville-Escarbotin.

## Geographie
Die Gemeinde schließt westlich an Yzengremer an und liegt größtenteils zwischen der früheren Route nationale 25 im Norden und der Bahnstrecke von Abbeville nach Eu im Süden, die hier über mehrere Trockentäler in das Tal der Bresle hinabsteigt. Im Norden der Gemeinde befindet sich ein Windpark.
| 1962 | 1968 | 1975 | 1982 | 1990 | 1999 | 2006 | 2011 |
| ---- | ---- | ---- | ---- | ---- | ---- | ---- | ---- |
| 384  | 372  | 369  | 346  | 327  | 310  | 307  | 303  |

## Sehenswürdigkeiten
- Kirche Saint-Éloi[1]